# Jivina (okres Mladá Boleslav)
Obec Jivina se nachází v okrese Mladá Boleslav, kraj Středočeský. Rozkládá se asi sedmnáct kilometrů severně od Mladé Boleslavi a čtyři kilometry severozápadně od města Mnichovo Hradiště. Žije zde 482 obyvatel.

## Historie
První písemná zmínka o obci pochází z roku 1400.

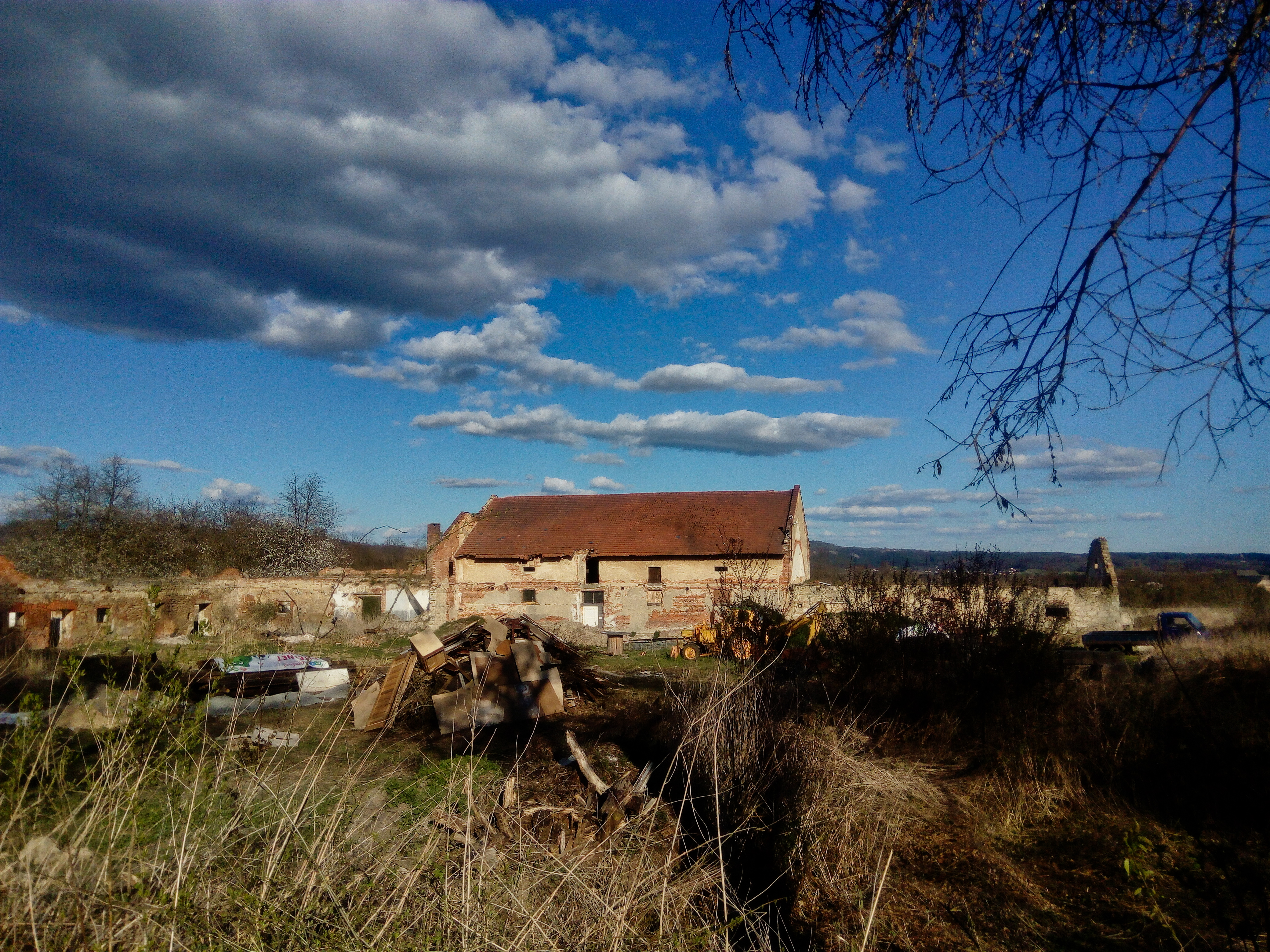
Zřícenina dvora Pachouň

V katastrálním území Jiviny se nachází zřícenina někdejšího barokního hospodářského dvora Pachouň, který byl postaven na místě středověké grangie cisterciáckého kláštera Hradiště a v 19. století byl přestavěn (pozůstatky dvora nejsou památkově chráněny).

## Obecní správa
V letech 1850–1919 a v letech 1964–1990 k obci patřily Neveklovice a v letech 1964–1990 také Mohelnice nad Jizerou.

### Územněsprávní začlenění
Dějiny územněsprávního začleňování zahrnují období od roku 1850 do současnosti. V chronologickém přehledu je uvedena územně administrativní příslušnost obce v roce, kdy ke změně došlo:
- 1850 země česká, kraj Jičín, politický okres Mladá Boleslav, soudní okres Mnichovo Hradiště[6]
- 1855 země česká, kraj Mladá Boleslav, soudní okres Mnichovo Hradiště[6]
- 1868 země česká, politický i soudní okres Mnichovo Hradiště[6]
- 1939 země česká, Oberlandrat Jičín, politický i soudní okres Mnichovo Hradiště[7]
- 1942 země česká, Oberlandrat Praha, politický okres Mladá Boleslav, soudní okres Mnichovo Hradiště[8]
- 1945 země česká, správní i soudní okres Mnichovo Hradiště[9]
- 1949 Liberecký kraj, okres Mnichovo Hradiště[10]
- 1960 Středočeský kraj, okres Mladá Boleslav[11]

## Společnost
Ve vsi Jivina s 434 obyvateli v roce 1932 byly evidovány tyto živnosti a obchody: cihelna, holič, 2 hostince, kolář, kovář, krejčí, 2 obuvníci, obchod s ovocem, pekař, obchod s lahvovým pivem, 2 obchody se smíšeným zbožím, spořitelní a záložní spolek, trafika, velkostatek, zámečník. Většina obyvatel se živila zemědělstvím. V obci fungovala škola a velmi aktivní byly místní spolky – Sokolský a hasičský.Tyto spolky existují v obci dodnes.

## Sport

### SK Jivina
SK Jivina je sportovní klub věnující se fotbalu v obci Jivina založený 28. prosince 2002 a hrající 3.třídu – Mladá Boleslav.
Předsedou klubu i trenérem byl v roce 2009 František Hajlich.

## Doprava
Silniční doprava
Obcí prochází silnice III. třídy.
Železniční doprava
Železniční trať ani stanice na území obce nejsou. Nejblíže obci je železniční stanice Mnichovo Hradiště ve vzdálenosti 6 km ležící na trati 070 v úseku z Mladé Boleslavi do Turnova.
Autobusová doprava
V obci zastavovaly v pracovních dnech května 2011 tyto autobusové linky:
- Mnichovo Hradiště – Klášter Hradiště nad Jizerou – Mladá Boleslav (1 spoj tam i zpět),
- Mnichovo Hradiště –Jivina – Cetenov,Hrubý Lesnov (4 spoje tam i zpět) a
- Mnichovo Hradiště – Mukařov,Vicmanov (2 spoje tam i zpět) (dopravce TRANSCENTRUM bus, s.r.o.)[17]